# Oud

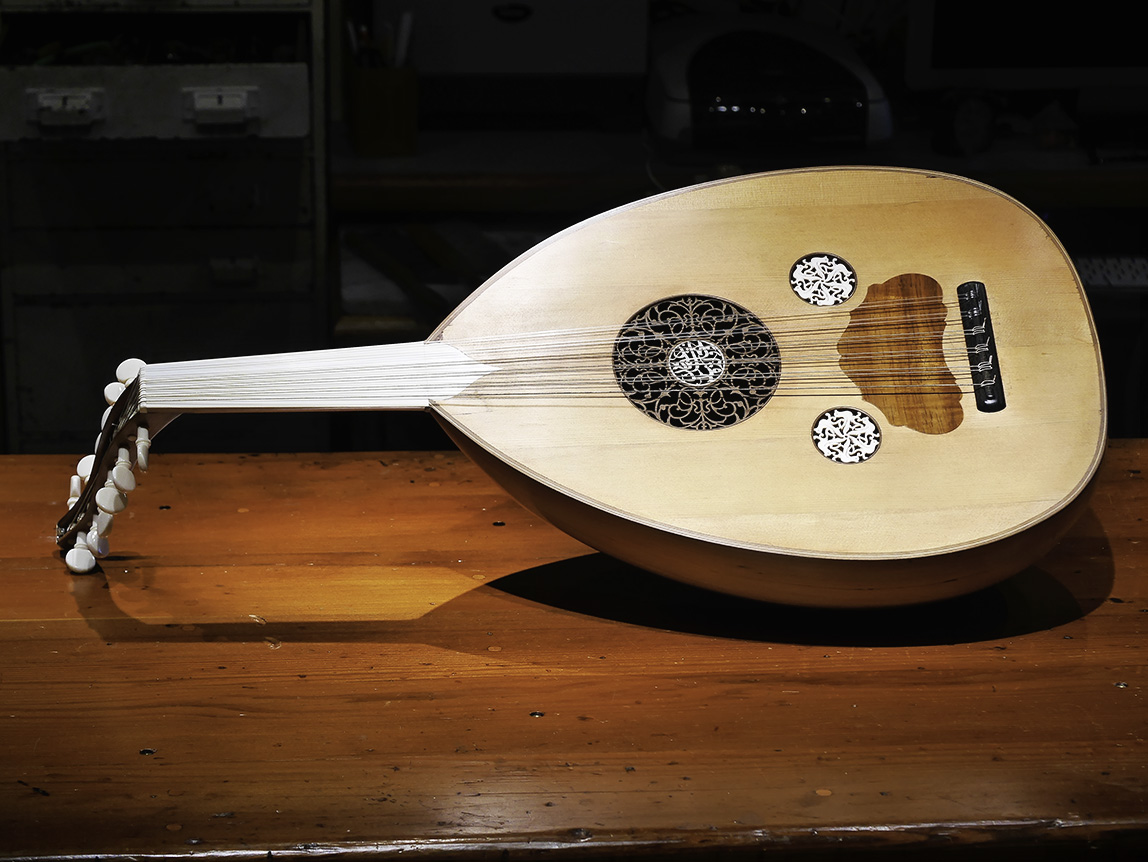
Một cây đàn oud.

Đàn oud (tiếng Ả Rập: عود, phát âm [ʕuːd]; tiếng Somalia: kaban hay cuud) là một loại đàn luýt cổ ngắn, có hình dáng nửa quả lê bổ dọc và là nhạc cụ có dây không phím, thường có 11 dây đàn nhóm thành sáu cặp dây nhưng một số đàn có thể có năm hay bảy cặp dây, với 10 hoặc 13 dây đàn tương ứng.
Cây đàn oud lâu đời nhất còn tồn tại đến nay được cho là nằm ở Bảo tàng Nhạc Cụ Bruxelles.
Đàn oud có họ hàng với các loại đàn luýt châu Á khác (ở Trung Quốc gọi là  đàn tỳ bà và đàn luýt phương Tây). Loại đàn này đã được sử dụng ở các quốc gia như Trung Đông, Bắc Phi (đặc biệt là Maghreb, Ai Cập và Somalia) và Trung Á trong hàng nghìn năm, bao gồm Lưỡng Hà, Ai Cập, Kavkaz, Levant, vùng Tiểu Á(nay thuộc Thổ Nhĩ Kỳ), Albania, Bulgaria và Bán đảo Mã Lai; thậm chí có thể có tiền sử của đàn luýt. Nó là sự kế thừa trực tiếp của đàn barbat từ Ba Tư.

## Tên và từ nguyên
Trong tiếng Ả Rập: العود (al-ʿūd or oud) nghĩa đen là biểu thị một miếng gỗ mỏng tương tự như hình dạng của một cái ống hút.  Nó có thể đề cập đến miếng gảy bằng gỗ thường được sử dụng để chơi oud, đến những dải gỗ mỏng được sử dụng cho mặt sau hoặc mặt đàn bằng gỗ để phân biệt nó với các nhạc cụ tương tự có mặt đàn bằng da. Henry George Farmer xem xét sự giống nhau giữa al-ʿūd và al-ʿawda ("sự trở lại" - của hạnh phúc).
Nhiều giả thuyết đã được đề xuất về nguồn gốc của tên Ả Rập  'oud' .  Một tác giả phi học thuật đã tuyên bố niềm tin của mình rằng oud có nghĩa là "từ gỗ" và "thanh" trong tiếng Ả Rập. Vào năm 1940 Curt Sachs đã phản bác hoặc cải tiến ý kiến đó, nói rằng oud có nghĩa là  cây gậy mềm dẻo , không phải gỗ.. Một học giả phương Tây về các chủ đề âm nhạc Hồi giáo, Eckhard Neubauer, cho rằng  oud  có thể là một sự vay mượn tiếng Ả Rập từ tiếng Ba Tư từ  rōd  hoặc  rūd , có nghĩa là dây đàn. Một nhà nghiên cứu khác, nhà khảo cổ học  Richard J. Dumbrill, cho rằng  rud  xuất phát từ tiếng Phạn  rudrī  (रुद्री, nghĩa là "nhạc cụ dây") và được chuyển sang tiếng Ả Rập (a  Ngôn ngữ Semitic) thông qua một ngôn ngữ Semitic. Mặc dù tác giả của những tuyên bố này về ý nghĩa hoặc nguồn gốc của từ này có thể đã tiếp cận các nguồn ngôn ngữ, nhưng họ không phải là nhà ngôn ngữ học.
Tuy nhiên, một giả thuyết khác theo các học giả ngôn ngữ Semitic, đó là tiếng Ả Rập  ʿoud  có nguồn gốc từ tiếng Syriac  ʿoud-a , có nghĩa là "thanh gỗ" và "củi đang cháy" - viết tắt thành tiếng Do Thái trong Kinh thánh   'ūḏ' ', dùng để khuấy các khúc gỗ trong lửa.
Tên của nhạc cụ bằng các ngôn ngữ khác nhau bao gồm tiếng Ả Rập: عود ʿūd or ʿoud (phát âm tiếng Ả Rập: [ʕu(ː)d, ʢuːd], plural: أعواد aʿwād), tiếng Armenia: ուդ, Syriac: ܥܘܕ ūd, tiếng Hy Lạp: ούτι oúti, tiếng Hebrew: עוּד ud, tiếng Ba Tư: بربط barbat (mặc dù barbat là một loại đàn lute khác), tiếng Thổ Nhĩ Kỳ: ud or ut, Azeri: ud, và  tiếng Somalia: cuud 𐒋𐒓𐒆 hay kaban 𐒏𐒖𐒁𐒖𐒒.

## Lịch sử

### Barbat du nhập vào các nước Á Đông
Sử sách Trung Quốc ghi chép nguồn gốc ra đời của đàn oud vốn từ đàn barbat Ba Tư.
Từ trước Công nguyên, thành phố Antiochia (Thổ Nhĩ Kỳ) đã là một nơi chuyên bán tơ lụa cho người La Mã, do những đoàn thương nhân từ Antiochia đi về phía Đông, qua phía Bắc Ba Tư, Afghanistan, lên dãy núi Pamir đến thành Galata nơi gặp gỡ đoàn thương nhân từ Trường An, kinh đô của các triều đại Trung Quốc thời xưa, vượt dãy Himalaya, cũng đến Galata để dùng đá quý hay các thứ gia vị đổi tơ lụa dệt tại Trung Quốc. Do đó con đường ấy được gọi là con đường tơ lụa.                                 Đến thế kỷ thứ V, thứ VI, và dưới triều đại nhà Đường (Trung Quốc), từ thế kỷ thứ VII, việc trao đổi hàng hoá dọc theo đường tơ lụa rất thịnh hành. Không phải chỉ hàng hóa vật chất mà cả tư tưởng triết lý, đạo giáo, văn hoá nghệ thuật cũng theo con đường ấy mà được trao đổi giữa Đông và Tây.
Đoàn thương nhân đi từ Antioche, dừng chân tại miền Bắc Ba Tư. Trong tốp thương nhân Ba Tư có một nhạc công tháp tùng. Ông mang theo hành lý của mình là chiếc đàn có tên gọi barbat. Những đêm nghỉ chân trên con đường đi đến thành Galata, ông thường cưỡi lạc đà của ông và vừa gảy đàn vừa hát. Khi lên đường, ông treo đàn dưới cổ con lạc đà. Tại thành Galata, khi người nhạc công Ba Tư dùng đàn barbat để diễn tả tình hoài hương, một thương nhân từ Trung Quốc cũng là một người yêu nhạc, đã chăm chú ngồi nghe ông đàn hát say sưa. Thương gia Trung Quốc liền đề nghị đem một cây lụa đổi lấy cây đàn. Nhạc sĩ Ba Tư do dự, nhưng khi được ông thương nhân Trung Quốc đề nghị đổi đàn barbat lấy 3 tấc lụa. Đem lụa về bán lại cho thương nhân Thổ Nhĩ Kỳ. Về sau, đàn barbat đã vào tay một nhạc gia Trung Quốc chế tác lại. Từ nguyên "barbat" (tiếng Ba Tư: بربت) vốn ám chỉ đàn này có phần cần đàn cong như cái cổ của con vịt. Không như nhạc công Ba Tư gảy đàn bằng miếng gảy dài và dẹt, nhạc công Trung Quốc đã chế tác miếng gỗ to (gọi là bát tử - 拨子) và mỏng dùng để gảy dây và gõ nhịp trên mặt đàn. Dần dần, đàn barbat truyền bá vào Trung Quốc, gọi là tỳ bà cần cong (khúc hạng tỳ bà - 曲项琵琶), có 4 dây, 4 chốt chỉnh dây & 4 phím trên cổ đàn, mặt đàn có 2 lỗ thoát âm hình trăng khuyết với phương pháp gảy lên (gọi là "tỳ" - 琵) và gảy xuống (gọi là "bà" - 琶) mà thành 2 chữ "tỳ bà" (琵琶), ôm đàn theo phương nằm ngang. Từ thời nhà Đường, đàn tỳ bà không chỉ có mặt trong dân gian mà còn có mặt trong dàn nhạc cung đình hay nhạc tế lễ. Các họa sĩ Trung Quốc đã ghi lại các dàn nhạc bằng những bức hoạ, trên tường các hang động thuộc tỉnh Đôn Hoàng. Trên cây đàn tỳ bà 5 dây thời Đường, miếng da thuộc có in hình nhạc công Ba Tư cưỡi đàn trên lưng lạc đà được lưu trữ tại bảo tàng Shōsō-in (正倉院) ở Nara, Nhật Bản. Đàn "khúc hạng tỳ bà" Trung Quốc từ đó du nhập qua Nhật Bản và được người Nhật dùng trong Nhã nhạc Nhật Bản gọi là đàn gaku biwa (nhạc tỳ bà - 楽琵琶)dưới thời Nara(645-793). Đến thời đại Heian (794-1191), người Nhật dựa vào đàn gaku biwa chế tác thành đàn Heike biwa (平家琵琶),  dùng để phụ họa cho hát kể từ Truyện kể Heike và các biến thể khác của đàn biwa - tỳ bà Nhật được ra đời gồm mōsō-biwa (Manh tăng tỳ bà - 盲僧琵琶: dành cho thầy tu khiếm thị), satsuma-biwa (薩摩琵琶 - tát ma tỳ bà: từ 3 tới 5 dây, 3 tới 5 phím trên cổ đàn), được phổ biến vào thời Edo ở tỉnh Satsuma (Kagoshima ngày nay) bởi Shimazu Tadayoshi, nishiki-biwa (錦琵琶 - cẩm tỳ bà: phát triển trong thế kỷ 20 bởi Suitō Kinjō) và Chikuzen-biwa (筑前琵琶 - trúc tiền tỳ bà: 4 tới 5 dây, 4 tới 5 chốt & 4 tới 5 phím phổ biến vào thời Minh Trị). Cùng với đó, khúc hạng tỳ bà Trung Quốc được du nhập vào cả bán đảo Triều Tiên trong thời Joseon được người Triều Tiên cải tiến thành đàn Dang bipa (당 비파), lắp thêm 6 phím tre vào mặt đàn với tổng số phím từ cổ đàn tới mặt đàn là 10. Về sau, Dang bipa cải tiến thêm 2 phím nữa thành 12 phím tất cả. Dang bipa Hàn Quốc ngày nay được sử dụng trong Dang-ak (당악 - Đường nhạc: nhạc cung đình thời Đường Trung Quốc du nhập vào Triều Tiên thời Cao Ly). Khúc hạng tỳ bà cũng du nhập vào Việt Nam trong thời Lý và đã bị quên lãng sau thời Trần, từ thời Nguyễn cho tới ngày nay, người Việt thay thế đàn khúc hạng tỳ bà đã bị thất truyền bằng đàn tỳ bà du nhập từ Trung Quốc thời nhà Minh và đã cải tiến phím trên cổ đàn. Ngày nay, Trung Quốc cải tiến đàn tỳ bà hiện đại (loại có nhiều phím trên mặt đàn) dựa vào đàn khúc hạng tỳ bà (tỳ bà cần cong) thời Đường, gảy bằng ngón tay đeo móng. Người Trung Quốc gọi đàn Oud với tên tiếng Hán là Ô đức cầm (烏德琴). Phương Cẩm Long - nhà nghiên cứu nhạc cụ, âm nhạc cổ truyền Trung Quốc là người sưu tập các loại nhạc cụ truyền thống Trung Quốc cũng như trên thế giới đã từng sử dụng loại nhạc cụ gốc Trung Đông này bên cạnh bộ sưu tập các loại đàn tỳ bà châu Á của ông.

### Gambus tạibán đảo Mã Lai

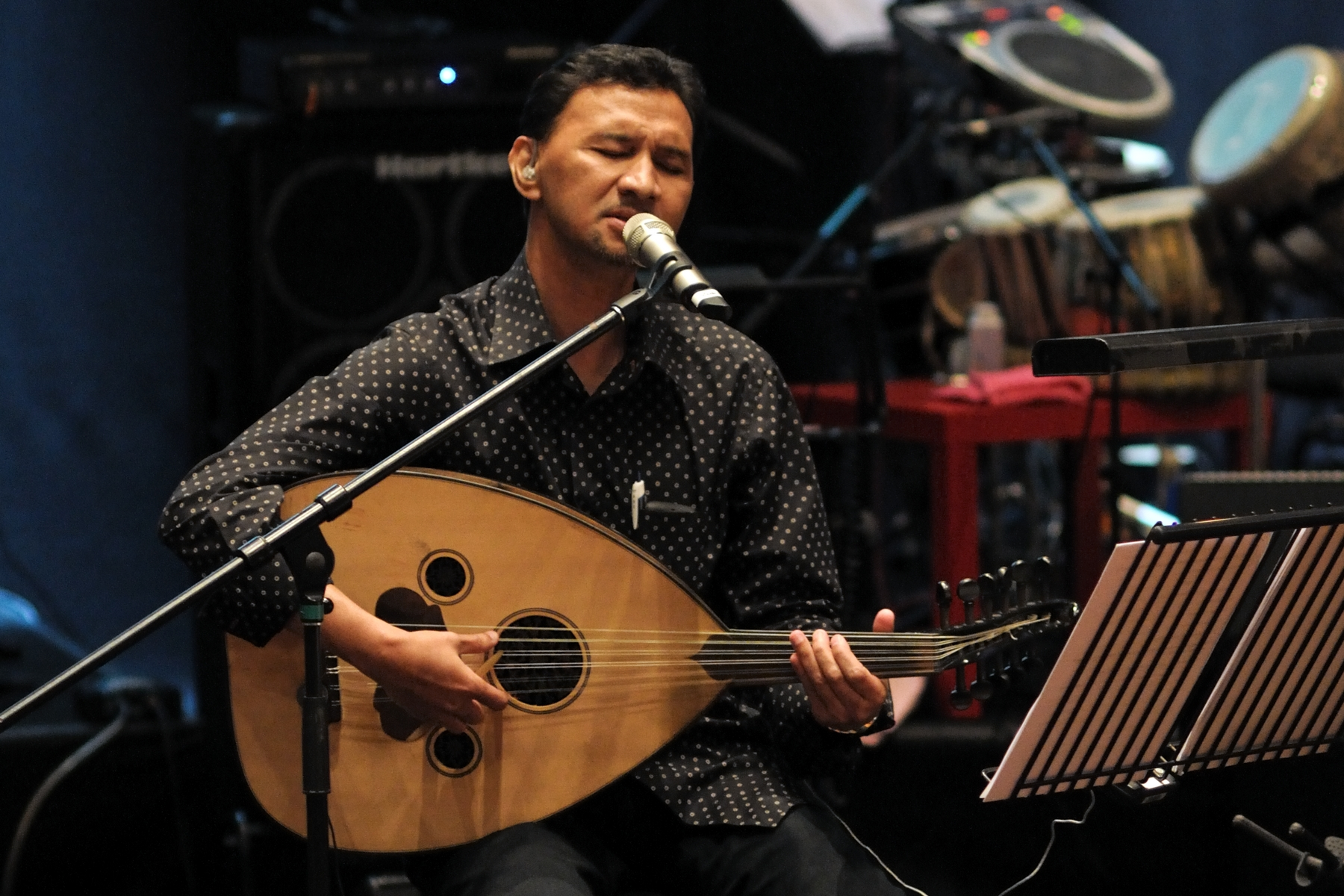
Một nam nhạc công chơi gambus Hadhramaut tại buổi hòa nhạc hội thảo Cinta, Cipta & Citarasa của Zubir Abdullah ở Malaysia, ngày 8 tháng 8 năm 2010

Từ nguyên gambus bao gồm nhiều loại nhạc cụ, một số có thùng đàn bằng da, một số có thùng đàn bằng gỗ, một số có hình dạng giống đàn qanbus của Yemen và một số còn lại có hình dạng giống đàn oud Ả Rập . Các nhạc cụ có thể có 3, 4 hoặc 5 khóa dây, cộng với một dây cơ bản. Để tránh nhầm lẫn, các nhà nghiên cứu học thuật sử dụng nhiều mô tả khác nhau trong tên.

### Barbat phát triển thành Oud, từ Ả Rập đến Châu Âu
Barbat Ba Tư được phát triển thành oud hoặc ud của các quốc gia Hồi giáo sau này. Tiếng oud rất có thể là sự kết hợp giữa Barbat, với Barbiton của Hy Lạp cổ đại , tạo cho Barbat có âm vực thấp hơn và cách chơi Maqams trong âm nhạc Trung Đông và Byzantine. Khi người Umayyad chinh phục Hispania vào năm 711, họ mang theo ud của mình, đến một đất nước vốn đã biết đến truyền thống đàn luýt dưới thời người La Mã, pandura. Đàn oud được miêu tả là do một nhạc công ngồi chơi ở Qasr Amra của triều đại Umayyad , một trong những mô tả sớm nhất về nhạc cụ được chơi trong lịch sử Hồi giáo sơ khai.
Trong suốt thế kỷ 8 và 9, nhiều nhạc sĩ và nghệ sĩ từ khắp thế giới Hồi giáo đã đổ xô đến Iberia. Trong số đó có Abu l-Hasan 'Ali Ibn Nafi' (789–857),  một nhạc sĩ nổi tiếng từng được đào tạo dưới thời Ishaq al-Mawsili (mất năm 850) ở Baghdad và bị đày đến Andalusia. Trước năm 833 sau Công Nguyên. Ông đã giảng dạy và được ghi nhận là người đã thêm dây thứ năm vào bài hát của mình và thành lập một trong những trường dạy âm nhạc đầu tiên ở Córdoba.
Đến thế kỷ 11, Iberia theo đạo Hồi đã trở thành trung tâm sản xuất nhạc cụ. Những mặt hàng này dần dần lan rộng đến Provence, ảnh hưởng đến những người hát rong và hát rong của Pháp và cuối cùng đến phần còn lại của châu Âu. Trong khi châu Âu phát triển đàn luýt, đàn oud vẫn là một phần trung tâm của âm nhạc Ả Rập, và âm nhạc Ottoman rộng lớn hơn, trải qua một loạt các biến đổi.
Mặc dù sự xâm nhập chủ yếu của đàn luýt ngắn là ở Tây Âu, dẫn đến sự đa dạng của các kiểu đàn luýt, nhưng đàn luýt ngắn cũng du nhập vào châu Âu ở phương Đông; vào đầu thế kỷ thứ sáu, Bulgars đã mang loại nhạc cụ cổ ngắn gọi là Komuz đến vùng Balkan.

## Cấu tạo
Cần đàn Oud ngắn hơn so với thân đàn, không có phím đàn và điều này góp phần tạo nên âm thanh độc đáo của nó. Nó tạo nên những giai điệu khác nhau và lý tưởng cho việc biểu diễn Maqam Ả Rập. Oud tất cả13 dây, sự kết hợp dây phổ biến nhất là năm cặp dây được điều chỉnh đồng loạt và một dây bass duy nhất. Dây thường được làm bằng nylon hoặc ruột, được đánh với một miếng gảy được biết đến như một Risha (tiếng Ả Rập là lông vũ). Dây hiện đại được làm bằng thép cuộn nylon. Nhạc cụ này có âm sắc ấm áp, được trang trí đẹp mắt. Oud được sử dụng hơi khác ở Thổ Nhĩ Kỳ, Armenia và Hy Lạp. Có nhiều cách lên dây khác nhau được sử dụng và phong cách chơi Oud Thổ Nhĩ Kỳ có một giai điệu tươi sáng hơn so với Ả Rập. Đàn luýt châu Âu là một hậu duệ của Oud, từ đó nó có tên Al-oud.

## Phân loại

### Oud Ả Rập, oud Thổ Nhĩ Kỳ và barbat Ba Tư
Ouds ngày nay chia thành ba loại: Ả Rập , Thổ Nhĩ Kỳ và Ba Tư , loại cuối cùng còn được gọi là barbat.
Sự phân biệt này không chỉ dựa trên địa lý; đàn oud của người Ả Rập không chỉ được tìm thấy ở Bán đảo Ả Rập mà trên khắp thế giới Ả Rập.
Oud Thổ Nhĩ Kỳ đã được chơi bởi người Hy Lạp vùng Tiểu Á, nơi chúng được gọi là outi, và ở các địa điểm khác ở Địa Trung Hải. Iraq, Ai Cập oud và Syria, thường được nhóm vào nhóm đàn oud Ả Rập vì những điểm tương đồng của chúng, mặc dù có thể xảy ra sự khác biệt về địa phương, đặc biệt là với oud của Iraq. Tuy nhiên, tất cả các danh mục này đều mới xuất hiện và không phù hợp với nhiều loại oud được sản xuất vào thế kỷ 19 và cả ngày nay.
Tiếng oud của Ả Rập thường lớn hơn so với các đối tác Thổ Nhĩ Kỳ và Ba Tư, tạo ra âm thanh đầy đủ hơn, sâu hơn, trong khi âm thanh của oud Thổ Nhĩ Kỳ căng và chói tai hơn, đặc biệt là bởi vì oud của Thổ Nhĩ Kỳ thường (và một phần) được điều chỉnh cao hơn cả một cung so với oud Ả Rập. Oud Thổ Nhĩ Kỳ có âm sắc thanh thoát hơn của Ả Rập về cấu tạo mặt đàn, khoảng cách dây đàn được đặt gần nhau hơn. Tiếng oud của Thổ Nhĩ Kỳ cũng có xu hướng cao hơn và có "âm sắc sáng hơn".  
Đàn oud của Ả Rập có kích thước từ 61 cm đến 62 cm so với chiều dài thang đo 58,5 cm là đàn oud Thổ Nhĩ Kỳ.  Ngoài ra còn có loại đàn alto oud, soprano oud & oud điện.
}}
Barbat Ba Tư hiện đại giống oud, mặc dù có những điểm khác biệt bao gồm thân hình nhỏ hơn, cổ dài hơn, ngón tay hơi nhô lên và âm thanh khác biệt với oud. Cümbüş là một nhạc cụ Thổ Nhĩ Kỳ cải tiến từ sự kết hợp giữa oud và banjo.

### Lên dây
Các cách điều chỉnh đàn oud khác nhau tồn tại trong các loại oud truyền thống.  Trong số những người chơi oud theo truyền thống Ả Rập, một kiểu điều chỉnh dây cũ hơn phổ biến là (âm độ thấp đến cao): D2 G2 A2 D3 G3 C4 trên các khóa dây đơn hoặc D2, G2 G2, A2 A2, D3 D3, G3 G3  , C4 C4 cho một khoá dây kép.
Trong cách lên dây kiểu truyền thống của Thổ Nhĩ Kỳ, cách điều chỉnh "Bolahenk" được coi như phổ biến, (âm độ từ thấp đến cao): C # 2 F # 2 B2 E3 A3 D4 trên các nhạc cụ có khóa dây đơn hoặc C # 2, F # 2 F # 2, B2  B2, E3 E3, A3 A3, D4 D4 trên các nhạc cụ có khóa dây kép. C2 và F2 thực sự được điều chỉnh bằng 1/4 âm cao hơn c hoặc f bình thường trong hệ thống thang âm Bolahenk.
Nhiều người chơi oud Ả Rập hiện tại sử dụng thang âm: C2-F2-A2-D3-G3-C4 trên các nhạc cụ điều chỉnh tiêu chuẩn và một số sử dụng cách điều chỉnh âm vực cao hơn (F-A-D-G-C-F).

### Zenne oud
Zenne oud, thường được dịch là  oud của phụ nữ  hoặc  oud của phụ nữ  là một phiên bản nhỏ hơn của oud được thiết kế cho những người có bàn tay và ngón tay nhỏ hơn. Nó thường có chiều dài ước tính từ 55–57 cm, thay vì 60–62 cm của oud Ả Rập và 58,5 cm của oud Thổ Nhĩ Kỳ.

### Oud arbi và oud ramal
Oud  arbi  là một biến thể ở Bắc Phi của oud với cần đàn dài hơn và chỉ có bốn khóa dây. Không nên nhầm lẫn với  kwitra - đàn lute có hình dạng tương đồng nhưng khác về cách lên dây.  Arbi oud được điều chỉnh theo cách điều chỉnh lại của G3-E4-A3-D4.

### Kwitra

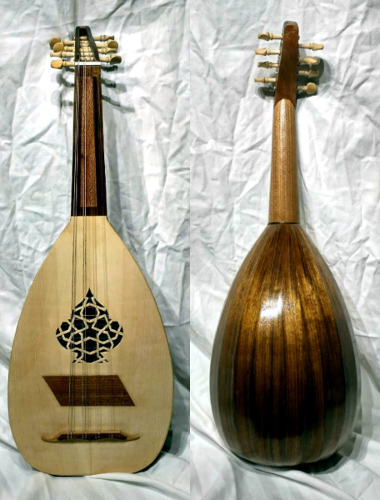
Đàn kwitra

Kwitra (cũng là quwaytara, kouitra hoặc quitra);  الكوترة hoặc عود أندلسي  (nghĩa đen là Andalusian oud);  là một nhạc cụ dây của Algeria, đôi khi được gọi là đàn lute của người Algeria. Các dây truyền thống được làm bằng ruột động vật. Chúng thường có một lỗ thoát âm chạm khắc hình quân bích từ bộ bài Tây.

### Oud điện
Oud điện là loại đàn oud sử dụng bộ cảm biến và truyền dẫn âm thanh để chuyển đổi các rung động của dây đàn thành các xung điện, từ đó có thể truyền đi xa, điều chỉnh âm tần và khuyếch đại ra loa. Nó bắt buộc cần sử dụng nguồn điện, nếu không có điện thì đàn vô dụng trong biểu hiện âm nhạc.